# Józef Grudzień
Józef Grudzień (Piasek Wielki, 1939. április 1. – 2017. június 17.) olimpiai és Európa-bajnok lengyel ökölvívó.

## Pályafutása
Az 1964-es tokiói olimpián könnyűsúlyban aranyérmet nyert. A következő évben a kelet-berlini Európa-bajnokságon ezüstérmet szerzett. Az 1967-es római Európa-bajnokságon aranyérmes lett. Az 1968-as mexikóvárosi olimpián nem sikerült megvédeni címét, a döntőben kikapott az amerikai Ronnie Harristől és ezüstérmes lett.

## Sikerei, díjai
- Olimpiai játékok
  - aranyérmes: 1964, Tokió
  - ezüstérmes: 1968, Mexikóváros
- Európa-bajnokság
  - aranyérmes: 1967, Róma
  - ezüstérmes: 1965, Kelet-Berlin